# Спартансберг (Пенсилванија)
Спартансберг (енгл. Spartansburg) град је у америчкој савезној држави Пенсилванија.

## Демографија
По попису из 2010. године број становника је 305, што је 28 (-8,4%) становника мање него 2000. године.
| Група             | 2000.        | 2010.        |
| Белци             | 333 (100,0%) | 305 (100,0%) |
| Афроамериканци    | 0 (0,0%)     | 0 (0,0%)     |
| Азијати           | 0 (0,0%)     | 0 (0,0%)     |
| Хиспаноамериканци | 0 (0,0%)     | 0 (0,0%)     |
| Укупно            | 333          | 305          |